# 7266 Треффтц
7266 Треффтц (7266 Trefftz) — астероїд головного поясу, відкритий 29 вересня 1973 року.
Тіссеранів параметр щодо Юпітера — 3,483.
Названо на честь Елеонори Треффтц (нім. Eleonore Trefftz, нар. 1920) — німецького фізика та математика.